# Claude-Guillaume Bourdon de Sigrais
Claude-Guillaume Bourdon de Sigrais fue un militar y escritor de Francia, nacido en 1715 y fallecido en 1791.
Alexandro llama a Homero, la guía de su ejército, el preceptor de la virtud guerrera, y llevaba siempre consigo sus poemas; el mariscal Puisegur coloca a Homero a la cabeza de los escritores militares; Mr. de Sigrais, militar instruído, escritor sabio y juicioso, no duda en decir que Virgilio en su "Eneida", había hablado tan bien de la guerra como César en sus "Comentarios", y un sabio italiano que el Tasso entendía perfectamente de la ciencia militar (cita sacada de la obra Encyclopedia metódica: arte militar, Madrid: Imprenta de Sancha; autor: Luis Castañón).

## Biografía
Sigrais nació en el "bailliage" de Lons-le-Saunier, en el Franco Condado y fue caballero de la Orden de San Luis, individuo de la Academia de Inscripciones y Bellas Letras, y abrazó primeramente la carrera militar, y al cabo de muchos años de servicio logró su retiro y fue  a establecerse en París, llevado a su afición a las Bellas Letras.
Las Bellas Letras las había cultivado en su juventud y no las descuidó jamás, aun en medio de las numerosas distracciones que lleva consigo la vida castrense, y escribió historia de las ratas, con láminas, en la colección de "Oeuvres badines complettes.." del conde de Caylus, consideraciones sobre el espíritu militar de los galos, también de los franceses y alemanes, una estimable traduccíon de la obra de Vegecio "De re militari" y una traducción del latín al francés titulada "Dialogo sobre los oradores".
Sobre la última obra citada, "Dialogo sobre los oradores", siguiendo la opinión del erudito jesuita Andre-Charles Brottier, cree Sigrais que esta obra es de Tácito, historiador y cónsul del Imperio Romano, reinando Nerva, y Brottier hizo con Tácito lo que Fremhemis con Tito Livio, llenado con suplementos las lagunas que el tiempo ha dejado en sus obras, y también dejó notas a una obra traducida por Aymot "Obras completas de Plutarco", 1802, edición de Esteban Clavier (1762-1817), sabio helenista, autor también Clavier de "Historia de los primeros tiempos de Grecia", París, 1809, 2 tomos.

## Obras
- Flavii Vegetii Renati, comitis. De re militare libri quinque, Norimbergae: G.N. Raspe, 1767; Institutions militaires de Vegece, París, 1759.
- Histoire des rats:..., A Ratapolis, 1737.
- Considérations sur l'esprit militaire des Gaulois,...., París, 1774, en 12º.
- Considérations sur l'esprit militaire des Germains,..., París, 1781, en 12º.
- Considérations sur l'esprit militaire des Francs et de Français,..., París, 1786, en 12º.
- Dialogues sur les orateurs, París, 1782, en 12º.
- Otras